# Bahnstrecke Düsseldorf–Solingen
| Bahnhof Düsseldorf-Eller |                                                                   |                                   |                                   |
| Streckennummer (DB): | 2413 (D Hbf–D-Eller) 2676 (D-Eller–Hilden) 2671 (Hilden–Solingen) |                                   |                                   |
| Kursbuchstrecke (DB): | 450.1                                                             |                                   |                                   |
| Kursbuchstrecke: | 228c (1946) 227 (Düsseldorf Hbf – Düsseldorf-Eller 1946)          |                                   |                                   |
| Streckenlänge: | 19 km                                                             |                                   |                                   |
| Spurweite: | 1435 mm (Normalspur)                                              |                                   |                                   |
| Stromsystem: | 15 kV 16,7 Hz ~                                                   |                                   |                                   |
| Streckengeschwindigkeit: | 140 km/h                                                          |                                   |                                   |
| Zweigleisigkeit: | durchgehend                                                       |                                   |                                   |
| |                                                                   |                                   |                                   |
| \| \| \| Hauptstrecke von Duisburg \| \| \| \| \| Strecke von Wuppertal \| \| \| \| \| S-Bahn von Mettmann/Wuppertal \| \| \| \| 5,7 \| Düsseldorf Hbf \| Düsseldorf Hbf \| \| \| \| Strecke nach Neuss \| \| \| \| \| S-Bahn nach Neuss \| \| \| \| 4,5 \| Düsseldorf Volksgarten \| Düsseldorf Volksgarten \| \| \| 4,1 \| Emma (Abzw) \| Emma (Abzw) \| \| \| \| nach Düsseldorf Abstellbf (hoch) \| \| \| \| \| nach Düsseldorf Abstellbf (tief) \| \| \| \| 3,5 \| Düsseldorf-Wersten (Abzw) \| Düsseldorf-Wersten (Abzw) \| \| \| 3,3 \| Düsseldorf-Oberbilk (Hp & Abzw) \| Düsseldorf-Oberbilk (Hp & Abzw) \| \| \| \| Güterumgehungsbahn Düsseldorf \| \| \| \| \| Berg (Abzw) \| \| \| \| \| Güterstrecke nach Reisholz \| \| \| \| \| S-Bahnstrecke nach Köln \| \| \| \| \| Hauptstrecke nach Köln \| \| \| \| 1,2 \| Sturm (Abzw) \| Sturm (Abzw) \| \| \| 1,0 \| Düsseldorf-Eller Mitte \| Düsseldorf-Eller Mitte \| \| \| \| Güterstrecke von Düsseldorf-Hardt \| \| \| \| 0,0 28,6 \| Düsseldorf-Eller \| Düsseldorf-Eller \| \| \| \| (parallel geführte Strecken) \| \| \| \| \| A 46 \| \| \| \| 34,9 −0,1 \| Hilden \| Hilden \| \| \| \| Güterstrecke nach Opladen \| \| \| \| \| ehem. Verbindungsstrecke \| \| \| \| 1,2 \| Hilden Süd \| Hilden Süd \| \| \| 5,2 \| Solingen Vogelpark \| Solingen Vogelpark \| \| \| \| Strecke von Gruiten \| \| \| \| 7,2 \| Solingen Hbf \| Solingen Hbf \| \| \| \| Strecke nach Opladen \| \| \| \| \| Strecke nach Remscheid \| \| \| \| \| \| \| \| Quellen: [1][2] \| \| \| \| |                                                                   |                                   |                                   |
| Strecke · Strecke · Strecke |                                                                   | Hauptstrecke von Duisburg         | Hauptstrecke von Duisburg         |
| Abzweig geradeaus und von links · Kreuzung geradeaus unten · Kreuzung geradeaus unten |                                                                   | Strecke von Wuppertal             | Strecke von Wuppertal             |
| Strecke · Abzweig geradeaus und von links · Kreuzung geradeaus unten |                                                                   | S-Bahn von Mettmann/Wuppertal     | S-Bahn von Mettmann/Wuppertal     |
| Bahnhof · S-Bahnhof · Bahnhof | 5,7                                                               | Düsseldorf Hbf                    | Düsseldorf Hbf                    |
| Abzweig geradeaus und nach rechts · Strecke · Strecke |                                                                   | Strecke nach Neuss                | Strecke nach Neuss                |
| Kreuzung geradeaus oben · Abzweig geradeaus und nach rechts · Strecke |                                                                   | S-Bahn nach Neuss                 | S-Bahn nach Neuss                 |
| Strecke · S-Bahn-Halt · Strecke | 4,5                                                               | Düsseldorf Volksgarten            | Düsseldorf Volksgarten            |
| Blockstelle · ehemalige Blockstelle · Blockstelle | 4,1                                                               | Emma (Abzw)                       | Emma (Abzw)                       |
| Abzweig geradeaus und nach rechts · Strecke · Strecke |                                                                   | nach Düsseldorf Abstellbf (hoch)  | nach Düsseldorf Abstellbf (hoch)  |
| Kreuzung geradeaus oben · Kreuzung geradeaus oben · Abzweig geradeaus und nach rechts |                                                                   | nach Düsseldorf Abstellbf (tief)  | nach Düsseldorf Abstellbf (tief)  |
| Abzweig geradeaus und nach links · Abzweig geradeaus und von rechts · Strecke | 3,5                                                               | Düsseldorf-Wersten (Abzw)         | Düsseldorf-Wersten (Abzw)         |
| Strecke · S-Bahn-Halt · Strecke | 3,3                                                               | Düsseldorf-Oberbilk (Hp & Abzw)   | Düsseldorf-Oberbilk (Hp & Abzw)   |
| Abzweig geradeaus und von links · Kreuzung geradeaus oben · Kreuzung geradeaus oben · Abzweig quer und ehemals von links |                                                                   | Güterumgehungsbahn Düsseldorf     | Güterumgehungsbahn Düsseldorf     |
| Strecke · Strecke · Abzweig geradeaus und nach links · Abzweig ehemals geradeaus und von rechts |                                                                   | Berg (Abzw)                       | Berg (Abzw)                       |
| Strecke nach rechts · Strecke · Strecke · Strecke |                                                                   | Güterstrecke nach Reisholz        | Güterstrecke nach Reisholz        |
| Strecke quer · Abzweig geradeaus und nach rechts · Strecke · Strecke |                                                                   | S-Bahnstrecke nach Köln           | S-Bahnstrecke nach Köln           |
| Strecke quer · Kreuzung geradeaus oben · Strecke nach rechts und von links · Strecke nach rechts |                                                                   | Hauptstrecke nach Köln            | Hauptstrecke nach Köln            |
| Abzweig geradeaus und von links · Abzweig geradeaus und nach rechts | 1,2                                                               | Sturm (Abzw)                      | Sturm (Abzw)                      |
| Strecke | 1,0                                                               | Düsseldorf-Eller Mitte            | Düsseldorf-Eller Mitte            |
| Strecke · Abzweig geradeaus und von links |                                                                   | Güterstrecke von Düsseldorf-Hardt | Güterstrecke von Düsseldorf-Hardt |
| S-Bahnhof · Dienststation / Betriebs- oder Güterbahnhof | 0,0 28,6                                                          | Düsseldorf-Eller                  | Düsseldorf-Eller                  |
| Strecke · Strecke |                                                                   | (parallel geführte Strecken)      | (parallel geführte Strecken)      |
| Strecke mit Straßenbrücke · Strecke mit Straßenbrücke |                                                                   | A 46                              | A 46                              |
| Bahnhof mit S-Bahn-Halt · Dienststation / Betriebs- oder Güterbahnhof | 34,9 −0,1                                                         | Hilden                            | Hilden                            |
| Kreuzung geradeaus oben · Abzweig ehemals geradeaus und nach rechts |                                                                   | Güterstrecke nach Opladen         | Güterstrecke nach Opladen         |
| Verschwenkung nach links · Verschwenkung nach rechts (Strecke außer Betrieb) |                                                                   | ehem. Verbindungsstrecke          | ehem. Verbindungsstrecke          |
| S-Bahn-Halt | 1,2                                                               | Hilden Süd                        | Hilden Süd                        |
| S-Bahn-Halt | 5,2                                                               | Solingen Vogelpark                | Solingen Vogelpark                |
| Strecke von links · Kreuzung geradeaus unten |                                                                   | Strecke von Gruiten               | Strecke von Gruiten               |
| Bahnhof · Bahnhof mit S-Bahn-Halt | 7,2                                                               | Solingen Hbf                      | Solingen Hbf                      |
| Abzweig ehemals quer und nach rechts · Abzweig geradeaus und ehemals nach rechts |                                                                   | Strecke nach Opladen              | Strecke nach Opladen              |
| Strecke |                                                                   | Strecke nach Remscheid            | Strecke nach Remscheid            |
| |                                                                   |                                   |                                   |
| Quellen: |                                                                   |                                   |                                   |

Die Bahnstrecke Düsseldorf–Solingen ist eine durchgehend zweigleisige und mit Oberleitung versehene Eisenbahnstrecke in Deutschland.
Die 19 Kilometer lange Strecke verbindet die Nordrhein-Westfälische Landeshauptstadt Düsseldorf mit Solingen und wird heute von der S-Bahn Rhein-Ruhr sowie einer Regional-Express-Linie genutzt.

## Geschichte
- 1891: ab 1. Oktober vom ersten Düsseldorfer Hauptbahnhof bis Düsseldorf-Eller, im weiteren Verlauf Mitbenutzung der Rheinischen Strecke zwischen Düsseldorf-Eller und Hilden
- 1894: ab 3. Januar von Hilden bis Ohligs-Wald (heute Solingen Hauptbahnhof)
- 1917: neue Strecke von Düsseldorf-Eller nach Hilden parallel zur Rheinischen Strecke
- 1945: Stilllegung dieser parallelen Strecke zwischen Düsseldorf-Eller und Hilden, wieder Mitbenutzung der Rheinischen Strecke
- 1968: Neue Haltepunkte Düsseldorf Volksgarten und Düsseldorf-Oberbilk für die S-Bahn-Linie Ratingen – Düsseldorf-Garath
- 1976: am 26. September Eröffnung des neuen Haltepunktes Hilden Süd
- 1977: am 23. Januar Eröffnung des neuen Haltepunktes Solingen Vogelpark
- 1979: am 30. Juli neue Strecke von Düsseldorf-Eller nach Hilden parallel zur Rheinischen Strecke
- 1980: am 28. September Aufnahme elektrischer Betrieb Hilden – Solingen-Ohligs (heute Solingen Hauptbahnhof)

## Zugangebot
- Bis 29. September 1979 Nahverkehrs- und Eilzüge Düsseldorf Hauptbahnhof – Solingen-Ohligs – Remscheid-Lennep
- Seit 30. September 1979 Linie S 7 Düsseldorf Flughafen (Terminal) – Solingen-Ohligs
- später in der Hauptverkehrszeit Ergänzungen durch die Linie S 1 nach Dortmund über Duisburg/Essen/Bochum
- Seit 2009 Wegfall der S 7 und ständige Durchbindung der S 1
- Planungen, die Strecke nach Remscheid zu elektrifizieren und die S-Bahn bis Wuppertal durchzubinden

Die Strecke wird auf kompletter Länge von der Linie S 1 der S-Bahn Rhein-Ruhr genutzt, zumeist im 20-Minuten-Takt. Seit dem 11. Dezember 2022 verkehrt außerdem im Stundentakt der Regional-Express RE 47 (Düssel-Wupper-Express) mit Halt in Düsseldorf Hbf, Düsseldorf-Eller Mitte, Hilden und Solingen Hbf.

## Tarif
Die gesamte Strecke liegt im Gebiet des Verkehrsverbund Rhein-Ruhr. Darüber hinaus findet (bei längeren Fahrten über die Verbundgrenze hinweg) der NRW-Tarif Anwendung.
Auf dem Abschnitt zwischen Solingen-Vogelpark und Solingen Hbf gilt außerdem der VRS-Tarif, der hauptsächlich bei Fahrten ins VRS-Gebiet genutzt wird.